# Kabinett Vähi I

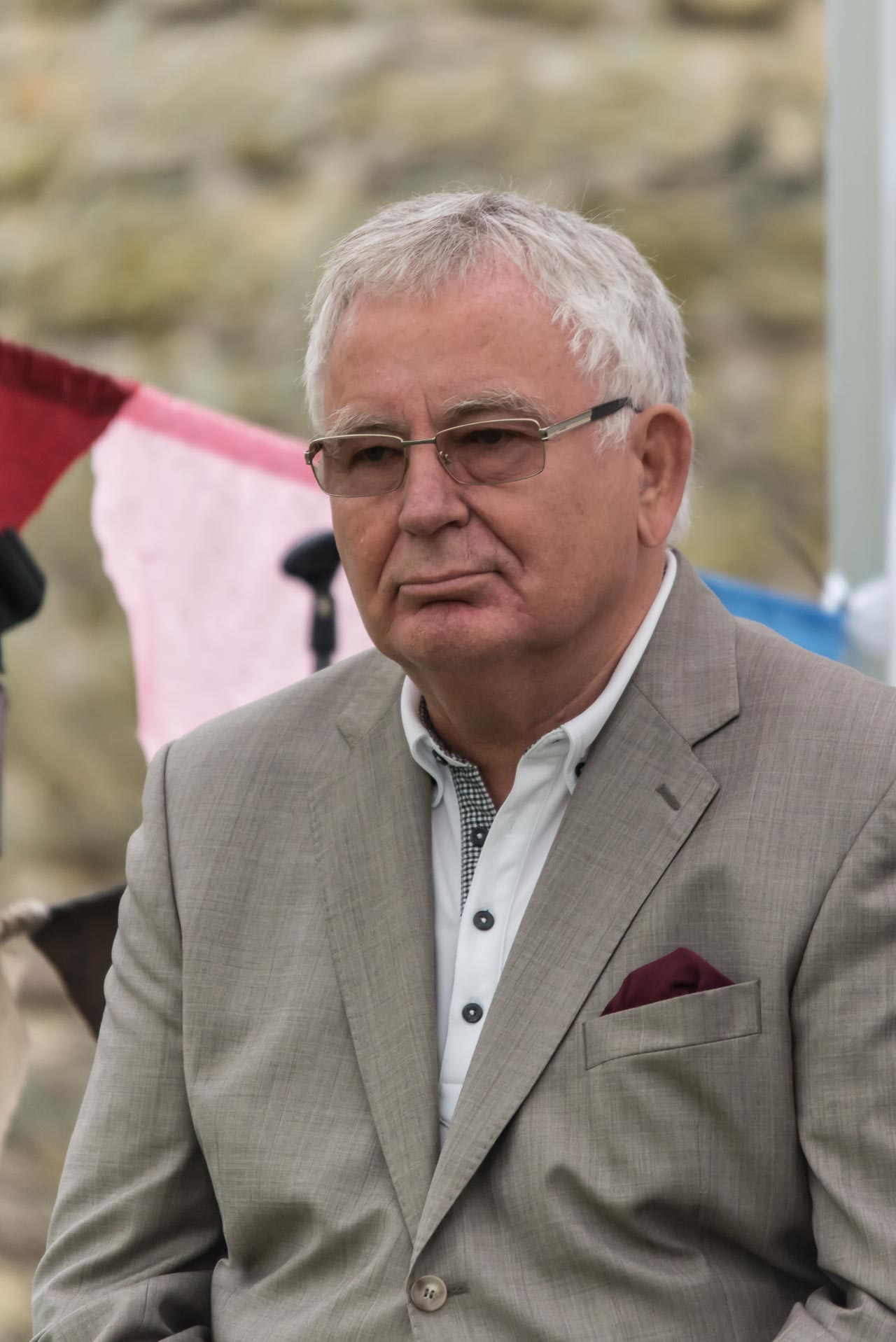
Tiit Vähi

Regierung der Republik Estland unter Ministerpräsident Tiit Vähi (Kabinett Vähi I)
Amtszeit: 30. Januar 1992 bis 21. Oktober 1992

## Regierung
Am 23. Januar 1992 trat Ministerpräsident Edgar Savisaar aufgrund der schweren Wirtschaftskrise und der Hyperinflation zurück, nachdem ihm das estnische Parlament (Eesti Vabariigi Ülemnõukogu) weitergehende Vollmachten verweigert hatte.
Am 30. Januar 1992 bildete der bisherige Verkehrsminister Tiit Vähi (geb. 1947) ein neues Kabinett. Die Übergangsregierung war nach amtlicher Zählung die 35. Regierung der Republik Estland seit der staatlichen Unabhängigkeit 1918.
Die Regierung bestand hauptsächlich aus Fachexperten. Die beiden wichtigsten Ziele der Regierung waren die Bekämpfung der wirtschaftlichen Talfahrt nach der Loslösung Estlands von der Sowjetunion und die Vorbereitung der ersten freien und demokratischen Wahlen zum estnischen Parlament. Erfolgreich war insbesondere am 20. Juni 1992 die Einführung der estnischen Krone, die im Kurs 8:1 fest an die D-Mark gekoppelt war. Daneben bereitete die Regierung eine umfassende Privatisierung des vormals sozialistischen Staatseigentums vor.
Am 28. Juni 1992 fand die Volksabstimmung über die neue estnische Verfassung statt. Das Grundgesetz trat am 3. Juli 1992 in Kraft. Am 16. Juli erklärten die während der sowjetischen Besetzung Estlands (1944–1991) gebildete estnische Exilregierung unter Exil-Präsident Heinrich Mark und Exil-Regierungschef Enno Penno das Ende ihrer Tätigkeit zum Datum des Zusammentritts des freigewählten Parlaments und eines neuen Staatspräsidenten.
Am 20. September 1992 fanden die Wahlen zum estnischen Parlament sowie zum estnischen Staatspräsidenten statt. Am 5. Oktober 1992 konstituierte sich das freigewählte estnische Parlament (Riigikogu).
Am 21. Oktober 1992 bildete Mart Laar, der mit seinem aus vier Parteien bestehenden Wahlbund Vaterland (Valimisliit Isamaa) 29 der 101 Parlamentssitze erringen konnte, eine Koalitionsregierung, der sich zwei weitere Parteien anschlossen. Seine Regierung blieb bis Anfang November 1994 im Amt.

## Kabinettsmitglieder
| Ressort                          | Name              | Amtszeit              | Partei    |
| -------------------------------- | ----------------- | --------------------- | --------- |
| Ministerpräsident                | Tiit Vähi         | 30.01.1992–21.10.1992 | parteilos |
| Staatsminister                   | Uno Veering       | 30.01.1992–21.10.1992 |           |
| Bildungsminister                 | Rein Loik         | 30.01.1992–21.10.1992 |           |
| Justizminister                   | Märt Rask         | 30.01.1992–21.10.1992 |           |
| Verteidigungsminister            | Ülo Uluots        | 18.06.1992–21.10.1992 |           |
| Handelsminister                  | Aleksander Sikkal | 30.01.1992–22.04.1992 |           |
| Handelsminister                  | Andres Tamm       | 06.05.1992–21.10.1992 |           |
| Umweltminister                   | Tõnis Kaasik      | 30.01.1992–21.10.1992 |           |
| Kulturminister                   | Märt Kubo         | 30.01.1992–21.10.1992 |           |
| Wirtschaftsminister              | Heido Vitsur      | 30.01.1992–08.06.1992 |           |
| Wirtschaftsminister              | Olari Taal        | 15.06.1992–21.10.1992 |           |
| Landwirtschaftsminister          | Aavo Mölder       | 19.02.1992–21.10.1992 |           |
| Finanzminister                   | Rein Miller       | 30.01.1992–21.10.1992 |           |
| Innenminister                    | Robert Närska     | 30.01.1992–21.10.1992 |           |
| Sozialminister                   | Laur Karu         | 21.03.1992–21.10.1992 |           |
| Gesundheitsminister              | Andres Kork       | 30.01.1992–21.10.1992 |           |
| Transport- und Verkehrsminister  | Enn Sarap         | 30.01.1992–21.10.1992 |           |
| Arbeitsminister                  | Arvo Kuddo        | 30.01.1992–21.10.1992 |           |
| Industrie- und Energieminister   | Aksel Treimann    | 30.01.1992–21.10.1992 |           |
| Außenminister                    | Lennart Meri      | 30.01.1992–24.03.1992 |           |
| Außenminister                    | Jaan Manitski     | 06.04.1992–21.10.1992 |           |
| Bauminister                      | Olari Taal        | 30.01.1992–15.06.1992 |           |
| Bauminister                      | Jaan Kabin        | 18.06.1992–21.10.1992 |           |
| Ministerin ohne Geschäftsbereich | Klara Hallik      | 16.04.1992–21.10.1992 |           |
| Minister ohne Geschäftsbereich   | Arvo Niitenberg   | 15.06.1992–21.10.1992 |           |